# 八重畑村
八重畑村（やえはたむら）は、昭和30年（1955年）まで岩手県稗貫郡にあった村。現在の花巻市石鳥谷町八重畑・石鳥谷町猪鼻・石鳥谷町五大堂・石鳥谷町関口・石鳥谷町滝田・石鳥谷町東中島にあたる。

## 沿革
- 明治22年（1889年）4月1日 - 町村制施行にともない、八重畑村・猪鼻村・五大堂村・関口村・滝田村・東中島村の計6か村が合併して新制の八重畑村が発足。
- 昭和30年（1955年）1月1日 - 石鳥谷町・新堀村・八幡村と合併し、新制の石鳥谷町となる。

## 行政
- 歴代村長

| 代 | 氏名         | 就任                       | 退任                       | 備考 |
| -- | ------------ | -------------------------- | -------------------------- | ---- |
| 1  | 鈴木守三     | 不詳                       | 不詳                       |      |
| 2  | 大竹澄司     | 明治30年（1897年）8月21日  | 明治31年（1898年）10月7日  |      |
| 3  | 淵沢節郎     | 明治31年（1898年）10月8日  | 明治32年（1899年）9月1日   |      |
| 4  | 小原伝之助   | 明治32年（1899年）9月2日   | 明治34年（1901年）4月22日  |      |
| 5  | 紀徳弥       | 明治34年（1901年）4月23日  | 明治34年（1901年）9月22日  |      |
| 6  | 大竹澄司     | 明治34年（1901年）9月23日  | 明治35年（1902年）11月24日 | 再任 |
| 7  | 佐々木栄次郎 | 明治35年（1902年）12月25日 | 明治38年（1905年）11月30日 |      |
| 8  | 小原多助     | 明治38年（1905年）12月1日  | 明治43年（1910年）6月11日  |      |
| 9  | 佐々木栄次郎 | 明治43年（1910年）6月12日  | 大正3年（1914年）9月13日   | 再任 |
| 10 | 藤岡宏       | 大正3年（1914年）9月14日   | 大正6年（1917年）1月22日   |      |
| 11 | 晴山万次郎   | 大正6年（1917年）1月23日   | 大正14年（1925年）2月15日  |      |
| 12 | 工藤敬次郎   | 大正14年（1925年）2月16日  | 昭和8年（1933年）2月6日    |      |
| 13 | 大竹三郎     | 昭和8年（1933年）2月12日   | 昭和12年（1937年）2月11日  |      |
| 14 | 尾形喜代治   | 昭和12年（1937年）2月12日  | 昭和16年（1941年）2月11日  |      |
| 15 | 川村陸三     | 昭和16年（1941年）2月12日  | 昭和21年（1946年）11月28日 |      |
| 16 | 佐藤徳右衛門 | 昭和22年（1947年）4月5日   | 昭和30年（1955年）3月31日  |      |